# Leo Borchard
Leo Borchard (* 31. März 1899 in Moskau; † 23. August 1945 in Berlin; ursprünglich Lew Lwowitsch Borchard, russisch: Лев Львович Боргард) war ein russlanddeutscher Dirigent. Im Sommer 1945 leitete er zwei Monate lang die Berliner Philharmoniker.

## Leben
Leo Borchard wuchs in Russland auf und beherrschte die Russische Sprache perfekt. Im Jahr 1930 Königsberg (Preußen) stand er neben Hermann Scherchen am Pult des Rundfunkorchesters der Ostmarken Rundfunk AG. Er galt als Exponent speziell russischen Repertoires, erarbeitete sich aber über die Werke von Johann Sebastian Bach und Ludwig van Beethoven bald die mitteleuropäische Literatur.
Borchard arbeitete zuerst als Opernkorrepetitor, später während des Kriegs in Berlin als freier Dirigent.
Während des Zweiten Weltkrieges halfen er und seine Lebensgefährtin, die Journalistin Ruth Andreas-Friedrich, mit ihrer Widerstandsgruppe „Onkel Emil“ Juden in Berlin. 1943 verbreiteten sie die Flugblätter der Weißen Rose aus München. Die Gruppe beteiligte sich auch an einer Widerstandsaktion, bei der das Wort Nein an Häusern und Schaufenstern in allen Berliner Bezirken angebracht wurde.
Am 26. Mai 1945, drei Wochen nach der Eroberung Berlins durch die Rote Armee, improvisierten die Berliner Philharmoniker ihr erstes Konzert nach dem Krieg im Steglitzer Titania-Palast mit Tschaikowskis 4. Sinfonie, das von Borchard dirigiert und vom Publikum stürmisch gefeiert wurde. Am 6. Juni 1945 bildete die sowjetische Besatzungsmacht die Kammer der Kunstschaffenden. Sie hatte die Aufgabe, das Kulturleben zu lenken. Borchard gehörte dort der „Spruchkammer zur Entnazifizierung der Berliner Kulturschaffenden“ an, der die Entscheidungsgewalt über deren weitere Betätigung zustand. Im selben Monat beauftragte der Magistrat von Berlin Borchard mit der Leitung der Berliner Philharmoniker. Aus seinen Positionen heraus betrieb Borchard mit Michael Bohnen die Absetzung des ehemaligen Generalintendanten der Preußischen Staatstheater Heinz Tietjen. Dieser hatte unmittelbar nach Kriegsende vom sowjetischen Stadtkommandanten Generaloberst Bersarin den Befehl erhalten, sämtliche Berliner Opernhäuser und die Berliner Philharmoniker zu leiten. Tietjen, der durch eine privilegierte Stellung im NS-System vorbelastet war, begriff seine Aufgabe als Befugnis zu einer „Machtergreifung“ im Berliner Musikleben. Nach Borchards Denunziation setzte Bersarin Tietjen am 22. Juni 1945 ab.

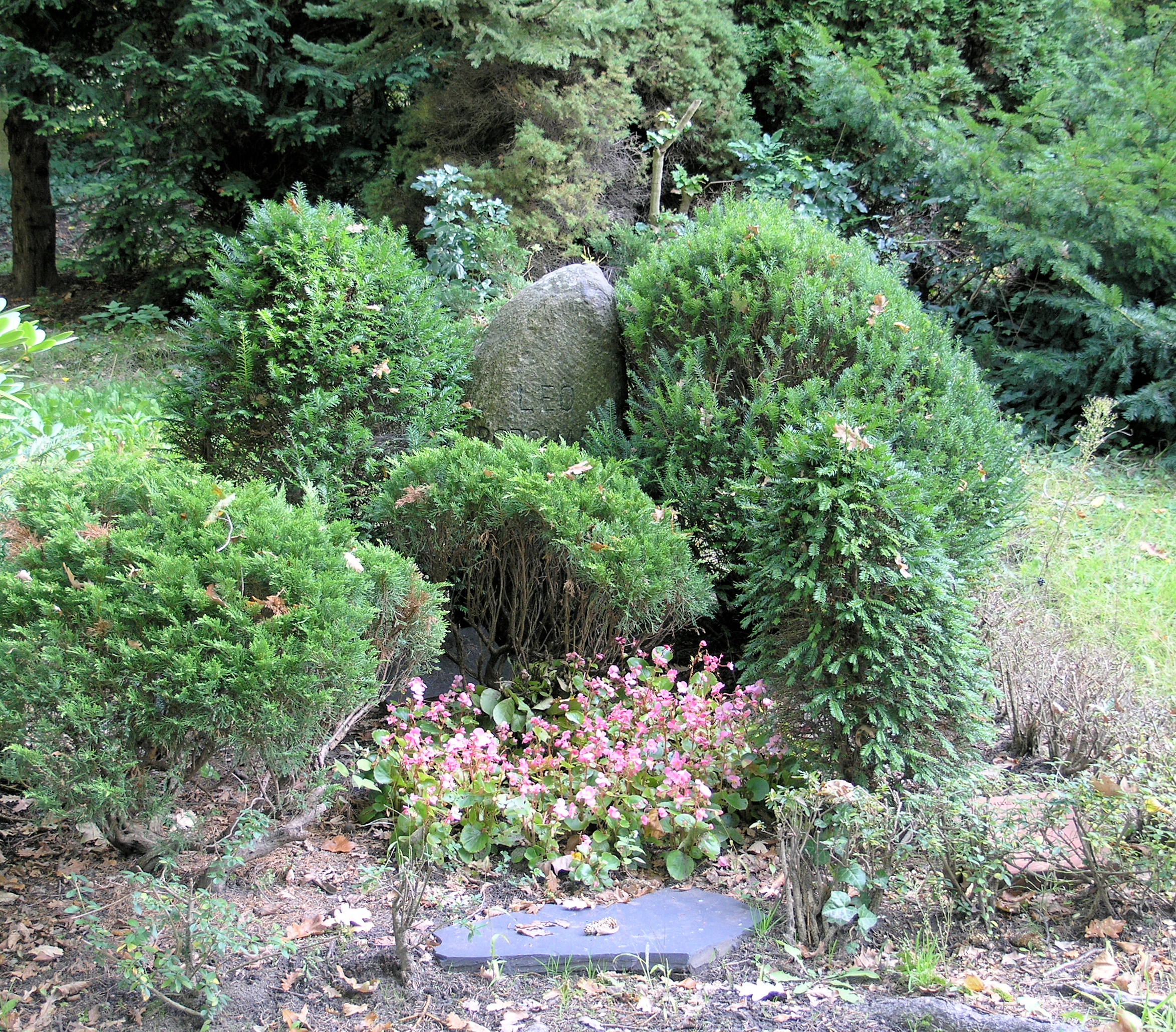
Borchards Grab

Am Abend des 23. August 1945 wurde Borchard, der mit einem Offizier der britischen Besatzungsmacht unterwegs war, bei der Einfahrt in den amerikanischen Sektor in Höhe der Ringbahnbrücke am Bundesplatz in Berlin-Wilmersdorf von einem amerikanischen Soldaten erschossen, weil das Fahrzeug nicht wie angeordnet anhielt. Die US-Soldaten hatten den Befehl erhalten, jedes Fahrzeug zu stoppen und im Verweigerungsfall sofort das Feuer zu eröffnen.
Er wurde auf dem Städtischen Friedhof Steglitz (Grablage: Feld 41, Wahlreihe C, Nr. 14) in Berlin beigesetzt. Sein Grab ist als Ehrengrab der Stadt Berlin gewidmet.

## Werke
Libretto
- Der Großinquisitor, Oratorium für Bariton, Chor und Orchester von Boris Blacher (1942), Uraufführung 1947. Libretto von Leo Borchard, nach Dostojewskis Erzählung Der Großinquisitor.[5]

Übersetzungen
- Nina Berberowa: Tschaikowsky: Geschichte eines einsamen Lebens. Aus dem Russischen übertragen und bearbeitet von Leo Borchard. Kiepenheuer, Berlin 1938.
- Anton Tschechow: Geschichten vom Alltag. Aus dem Russischen übertragen und mit einem Vorwort versehen von Leo Borchard. Kiepenheuer, Berlin 1938.

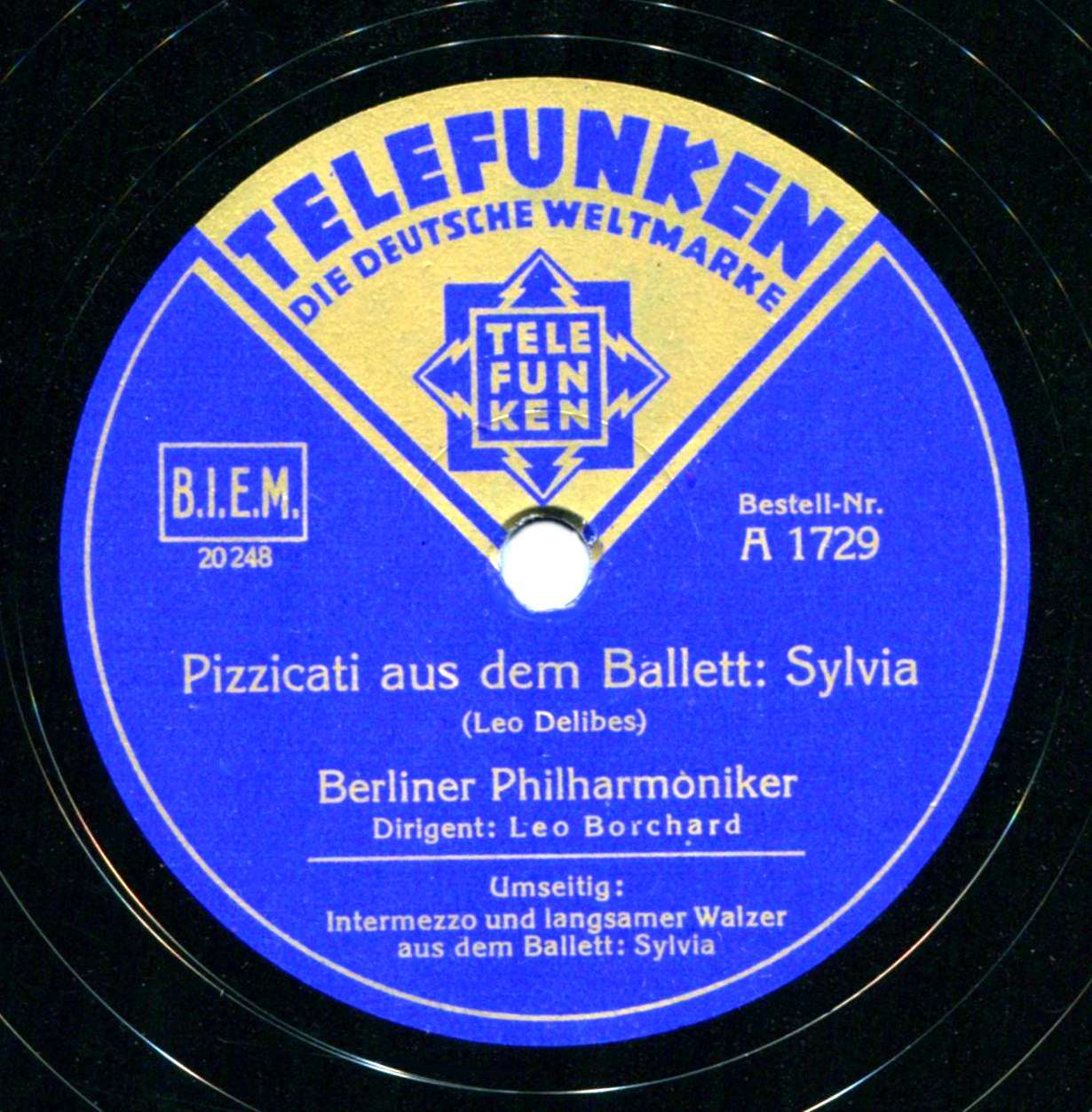
Schallplatte des Dirigenten Leo Borchard

## Ton- und Filmdokumente
Von 1933 bis 1937 machte Borchard Aufnahmen mit den Berliner Philharmonikern für die Telefunkenplatte: Er begleitete die Sänger  Aulikki Rautawaara, Hans Reinmar und Marcel Wittrisch und nahm unter anderem die Nussknacker-Suite von Tschaikowski, die Peer-Gynt-Suite von Grieg und das Concertino für Klavier und Orchester von und mit Jean Françaix auf. Die französische Firma Tahra veröffentlichte 2003 einige seiner Rundfunkaufnahmen vom Juni 1945: die Ouvertüre zu Oberon von Carl Maria von Weber, die Fantasie-Ouvertüre Romeo und Julia von Tschaikowsky und das symphonische Poem Stenka Rasin von Alexander Glasunow.
Filmaufnahmen aus der Mitte der 1930er Jahre zeigen Borchard mit der Staatskapelle Berlin als Dirigent von Werken von Jacques Offenbach und Johann Strauss (Sohn).

## Ehrungen

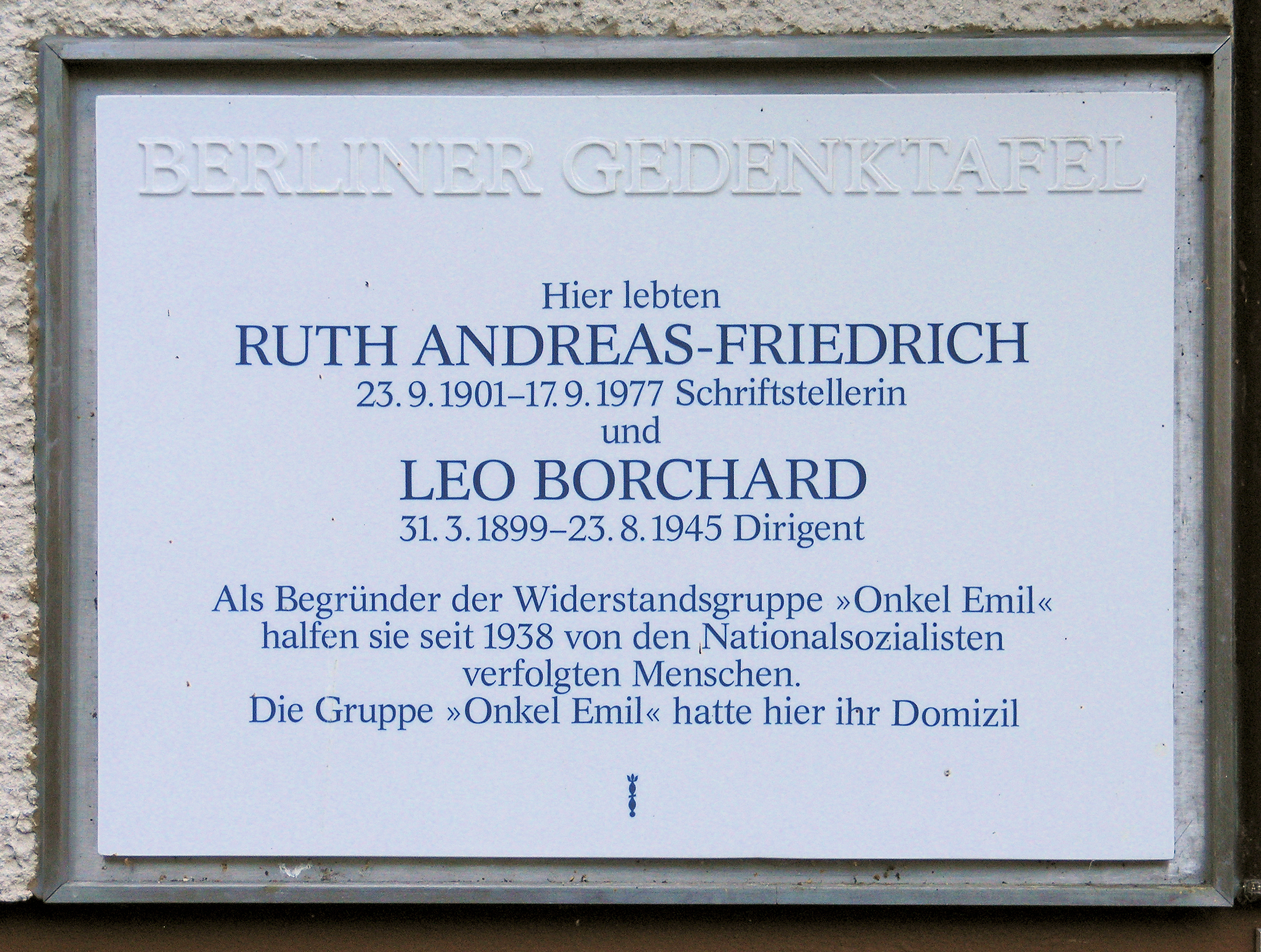
Berliner Gedenktafel am Haus Hünensteig 6 in Berlin-Steglitz

- 1943 widmete ihm Gottfried von Einem sein Capriccio für Orchester, op. 2: „Leo Borchard in Freundschaft gewidmet“. Borchard dirigierte die Uraufführung mit den Berliner Philharmonikern am 11. März 1943.[8]
- Im Oktober 1988 wurde am Wohnhaus von Ruth Andreas-Friedrich und Leo Borchard eine Berliner Gedenktafel enthüllt.[9]
- Im April 1990 erhielt die Musikschule des Berliner Bezirks Steglitz den Namen Leo-Borchard-Musikschule. Sie fusionierte danach mit der Musikschule in Zehlendorf zur Leo-Borchard-Musikschule Steglitz-Zehlendorf.[10] Sie gilt als die größte Musikschule Deutschlands (Stand 2016).[11]
- Im September 1995 widmeten die Berliner Philharmoniker unter Claudio Abbado ihrem früheren Dirigenten ein Festwochen-Konzert.[12]